# NGC 538
NGC 538 é uma galáxia espiral (Sab) localizada na direcção da constelação de Cetus. Possui uma declinação de -01° 33' 03" e uma ascensão recta de 1 horas, 25 minutos e 26,1 segundos.
A galáxia NGC 538 foi descoberta em 20 de Novembro de 1886 por Lewis A. Swift.